# Bate-Flechas
Bate-Flechas, ou Dança das Flechas, é uma expressão cultural religiosa realizada no estado do Espírito Santo, como forma de louvor aos santos São Sebastião e São João Batista.
A dança mistura elementos católicos com elementos indígenas e africanos. Sob a melodia dos instrumentistas, que podem formar uma pequena banda ou usarem apenas tambores, os dançarinos, vestindo tanto trajes comuns quanto trajes indígenas (como penachos coloridos), carregam um par de flechas consigo. As flechas servem para embelezar as evoluções, e também funcionam como marcadoras de ritmo junto às batidas dos pés.